# Selamlik

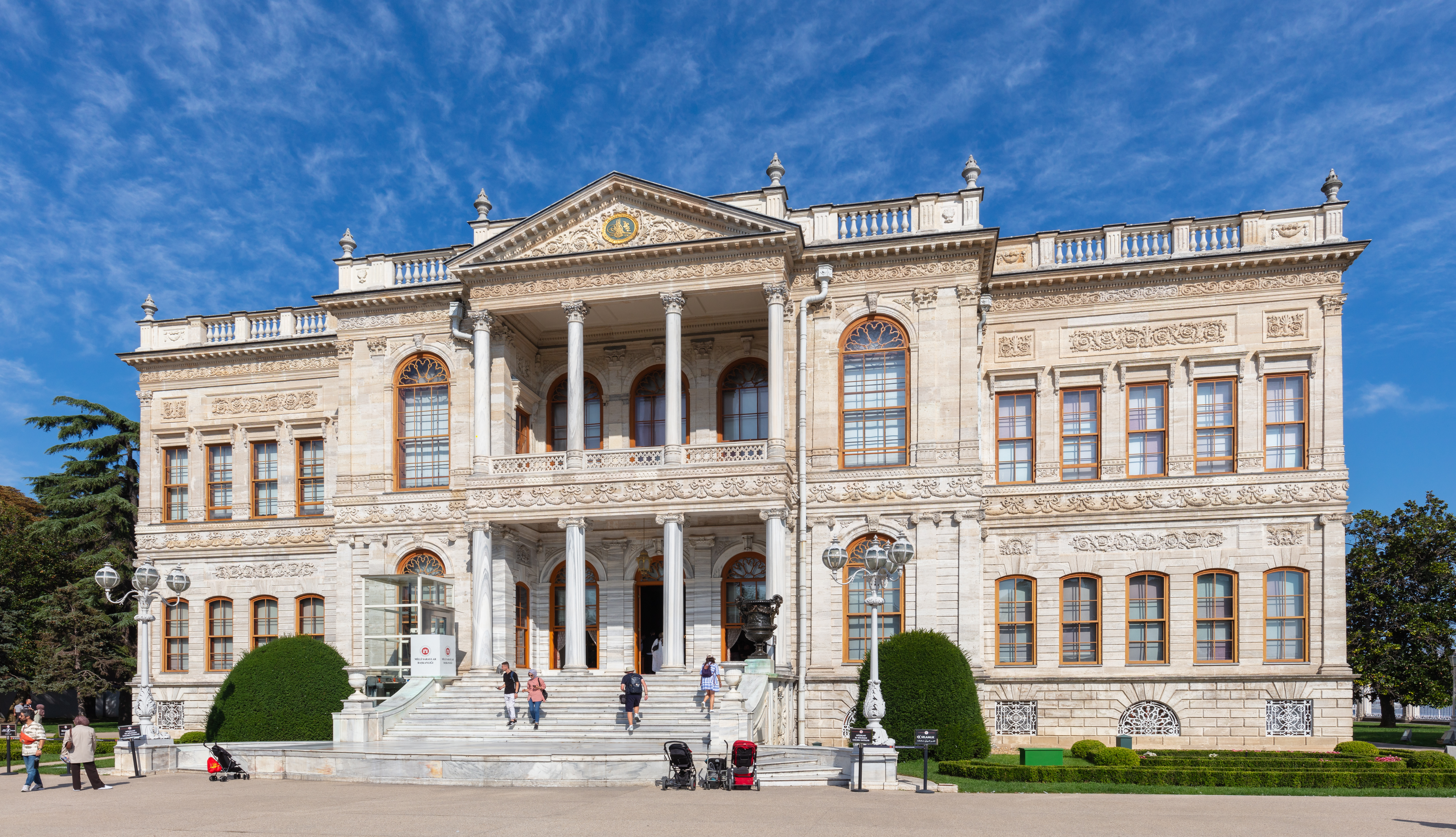
Dolmabahçepalatsets Selamlık utifrån

Selamlik (Turkiska: selamlık) är den del av ett turkiskt palats eller hus som är reserverat för män, i motsats till seraglio, som är tillägnat kvinnor och förbjudet för män. Ordet används även för den del av hushållet som är ämnat för gäster (från roten Selam, "hälsning").